# Campeonato Europeu de Halterofilismo de 1964
O 44º Campeonato Europeu de Halterofilismo foi organizado pela Federação Internacional de Halterofilismo em Moscou, na União Soviética entre 25 a 28 de junho de 1964.

## Medalhistas
| Evento                     | Ouro                                 | Ouro     | Prata                            | Prata    | Bronze                              | Bronze   |
| -------------------------- | ------------------------------------ | -------- | -------------------------------- | -------- | ----------------------------------- | -------- |
| Galo (56 kg)               | Viktor Marzagulov · União Soviética  | 325,0 kg | Róbert Nagy · Hungria            | 315,0 kg | Hans Reck · Alemanha Oriental       | 310,0 kg |
| Pena (60 kg)               | Yevgueni Katsura · União Soviética   | 365,0 kg | Balaș Fitzi · Roménia            | 362,5 kg | Imre Földi · Hungria                | 360,0 kg |
| Leve (67,5 kg)             | Vladimir Kaplunov · União Soviética  | 417,5 kg | Zdeněk Otáhal · Tchecoslováquia  | 375,0 kg | Antonín Babinský · Tchecoslováquia  | 360,0 kg |
| Médio (75 kg)              | Viktor Kurentsov · União Soviética   | 445,0 kg | Hans Zdražila · Tchecoslováquia  | 425,0 kg | Werner Dittrich · Alemanha Oriental | 420,0 kg |
| Meio-pesado-leve (82,5 kg) | Géza Tóth · Hungria                  | 455,0 kg | Viktor Shishov · União Soviética | 445,0 kg | Marcel Paterni · França             | 440,0 kg |
| Meio-pesado (90 kg)        | Vladimir Golovanov · União Soviética | 480,0 kg | Árpád Nemessányi · Hungria       | 450,0 kg | Marek Gołąb · Polónia               | 440,0 kg |
| Pesado (+ 90 kg)           | Yuri Vlasov · União Soviética        | 562,5 kg | Károly Ecser · Hungria           | 490,0 kg | Serge Reding · Bélgica              | 452,5 kg |

## Quadro de medalhas
| Ordem | País              | Medalha de ouro | Medalha de prata | Medalha de bronze | Total |
| ----- | ----------------- | --------------- | ---------------- | ----------------- | ----- |
| 1     | União Soviética   | 6               | 1                | 0                 | 7     |
| 2     | Hungria           | 1               | 3                | 1                 | 5     |
| 3     | Tchecoslováquia   | 0               | 2                | 1                 | 3     |
| 4     | Roménia           | 0               | 1                | 0                 | 1     |
| 5     | Alemanha Oriental | 0               | 0                | 2                 | 2     |
| 6     | Bélgica           | 0               | 0                | 1                 | 1     |
| 6     | França            | 0               | 0                | 1                 | 1     |
| 6     | Polónia           | 0               | 0                | 1                 | 1     |
| Total | Total             | 7               | 7                | 7                 | 21    |